# Université technique de Varna
 (mai 2015).
Le contenu est difficilement compréhensible vu les erreurs de traduction, qui sont peut-être dues à l'utilisation d'un logiciel de traduction automatique.
L'université technique de Varna, (en bulgare, Технически университет – Варна ou ТУ Варна) est une université bulgare située à Varna.

## Histoire

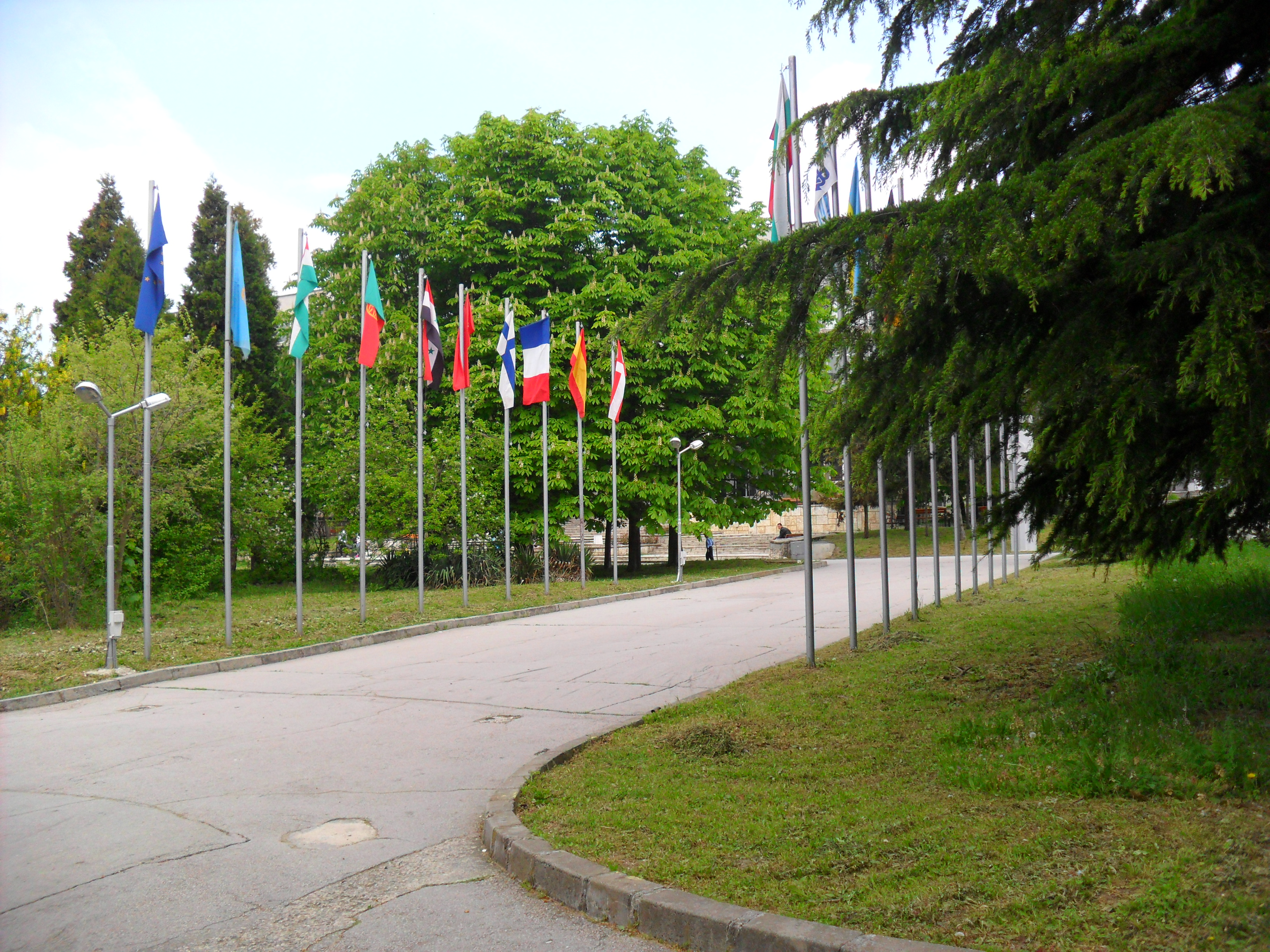
Contribution Université technique de Varna

Université technique de Varna hérité Faculté technique à Varna de Université d'Etat de "Saint Cyrille slave".[incompréhensible]

### Mécanique et électrique Institut Varna[incompréhensible]

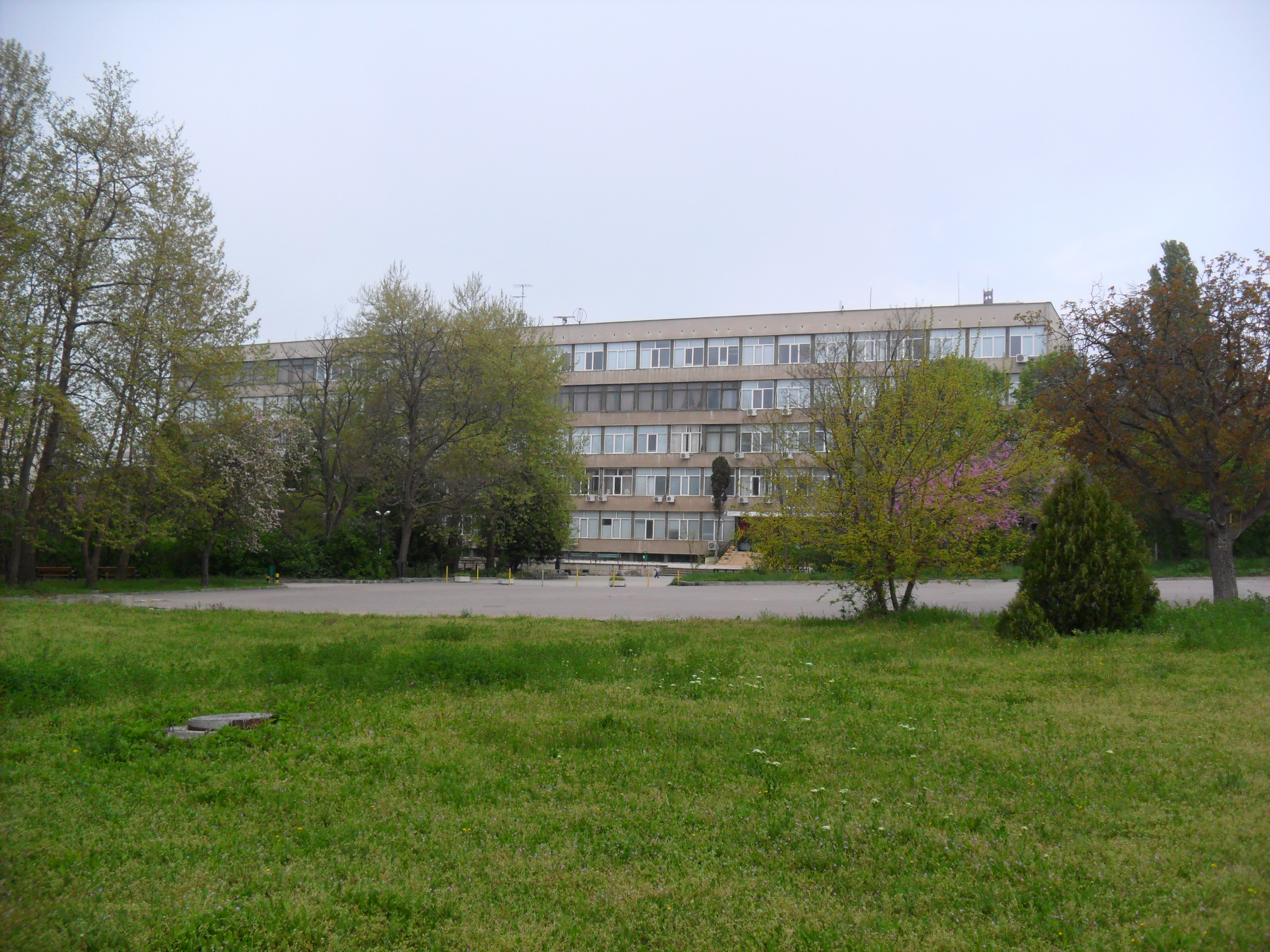
Le bâtiment de la Faculté de génie électrique terminé en 1968

Fondée en 1962 par professeur Marin Oprev comme Mécanique et électrique Institut Varna, son premier recteur est Marin Oprev.Initialement Institut est structuré en trois facultés et sept départements.[incompréhensible]

### Supérieur mécanique et électrique Institut[incompréhensible]

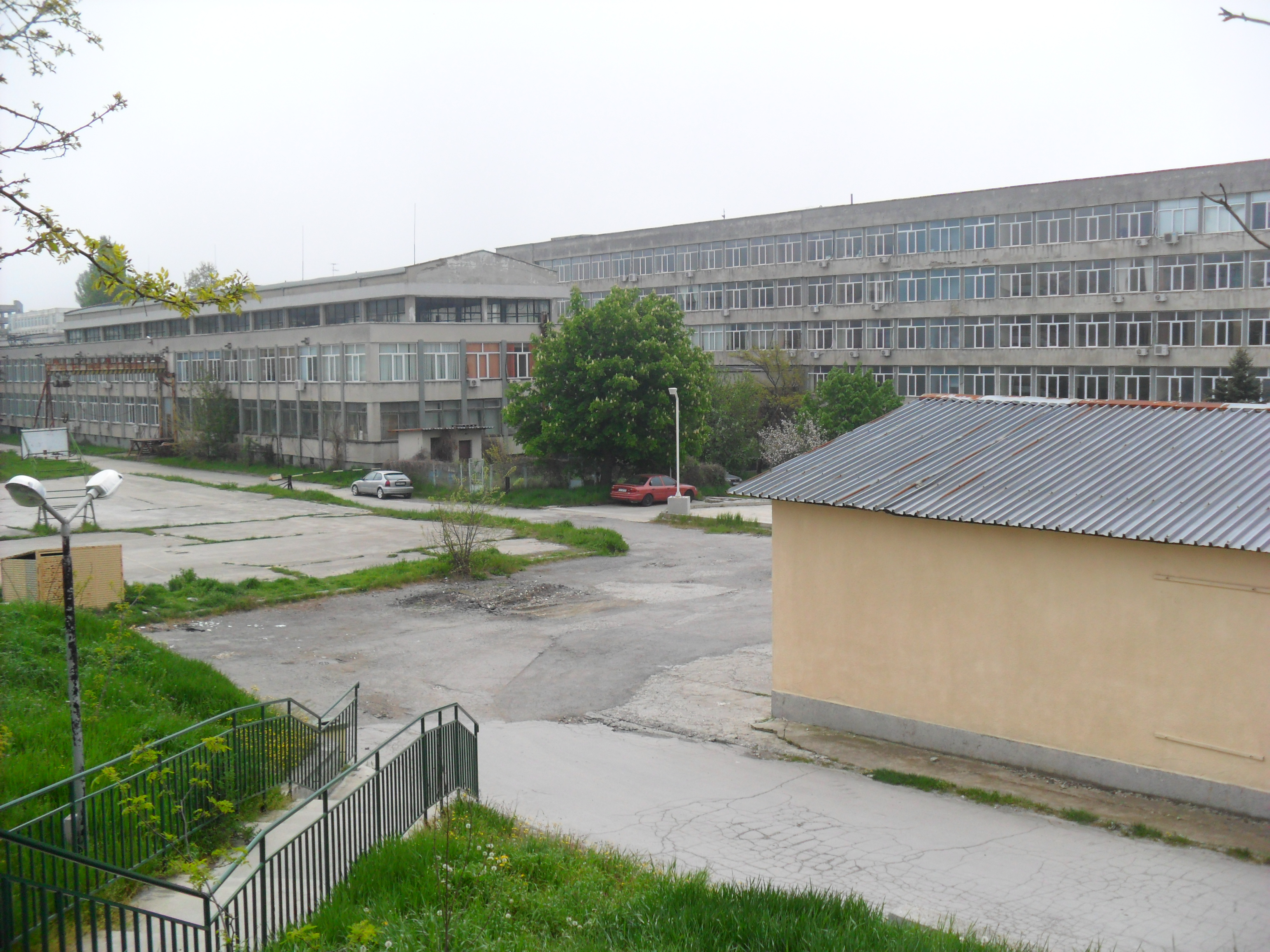
Le bâtiment de la Faculté de génie électrique terminé en 1971

Après plusieurs années L'institut est accrédité par Supérieur mécanique et électrique Institut Varna.Initialement Institut est structuré en six facultés à 1991.[incompréhensible]

### Université technique de Varna
Supérieur mécanique et électrique Institut Il a été rebaptisé Université technique de Varna à 1991.[incompréhensible]

## Structure

### Faculté mécanique
Faculté mécanique elle a été fondée à 1962.Aujourd'hui, doyen de la faculté Prof.Angel Dimitrov.[incompréhensible]

### Faculté de génie électrique

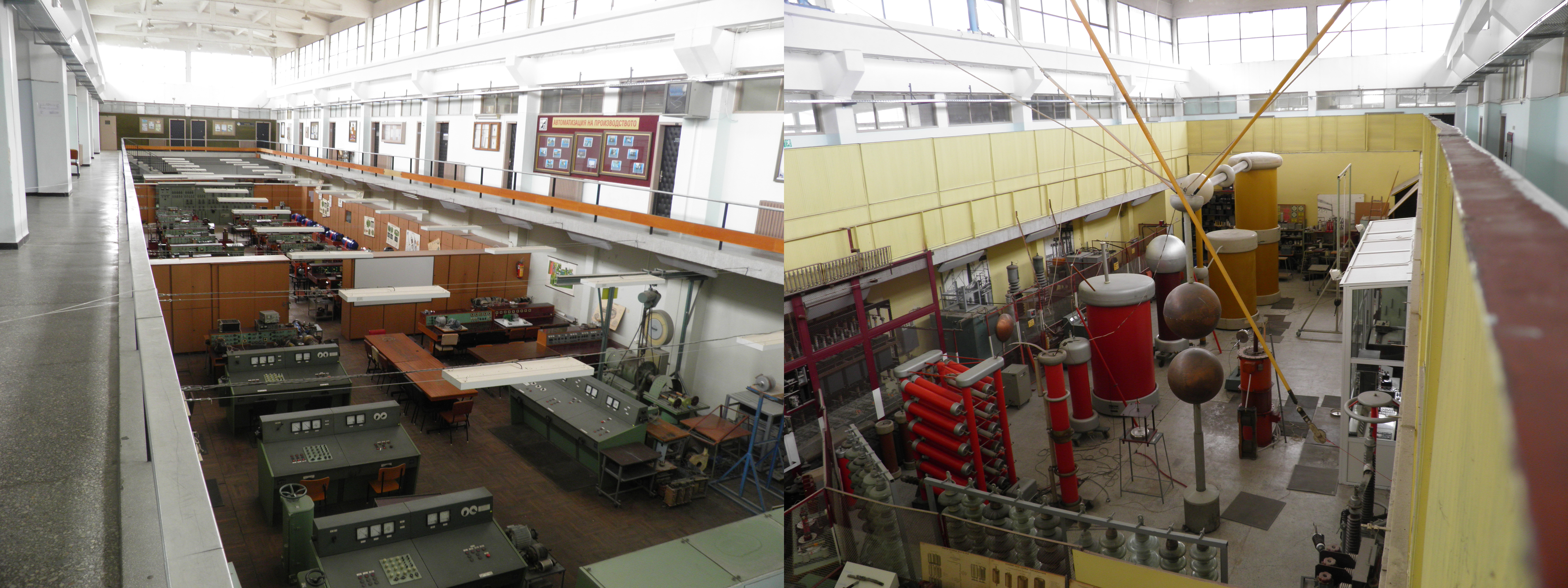
Faculté de génie électrique laboratoires

Faculté de génie électrique elle a été fondée à 1962.Aujourd'hui, doyen de la faculté Prof.Marinela Yordanova.[incompréhensible]

### Faculté de la construction navale
Faculté de la construction navale elle a été fondée à 1962.Aujourd'hui, doyen de la faculté Prof.Plamen Ditchev.[incompréhensible]

### Faculté de l'informatique et de l'automatisation
Faculté de l'informatique et de l'automatisation elle a été fondée à 1989.Aujourd'hui, doyen de la faculté Prof.Petar Antonov.[incompréhensible]

### Faculté d'électronique
Faculté d'Electronique elle a été fondée à 1990.Aujourd'hui, doyen de la faculté Prof.Rozalina Dimova.[incompréhensible]

### Faculté des sciences et écologie marine
Faculté des sciences et écologie marine elle a été fondée à 2012.Aujourd'hui, doyen de la faculté Prof..Nikolay Minchev.[incompréhensible]

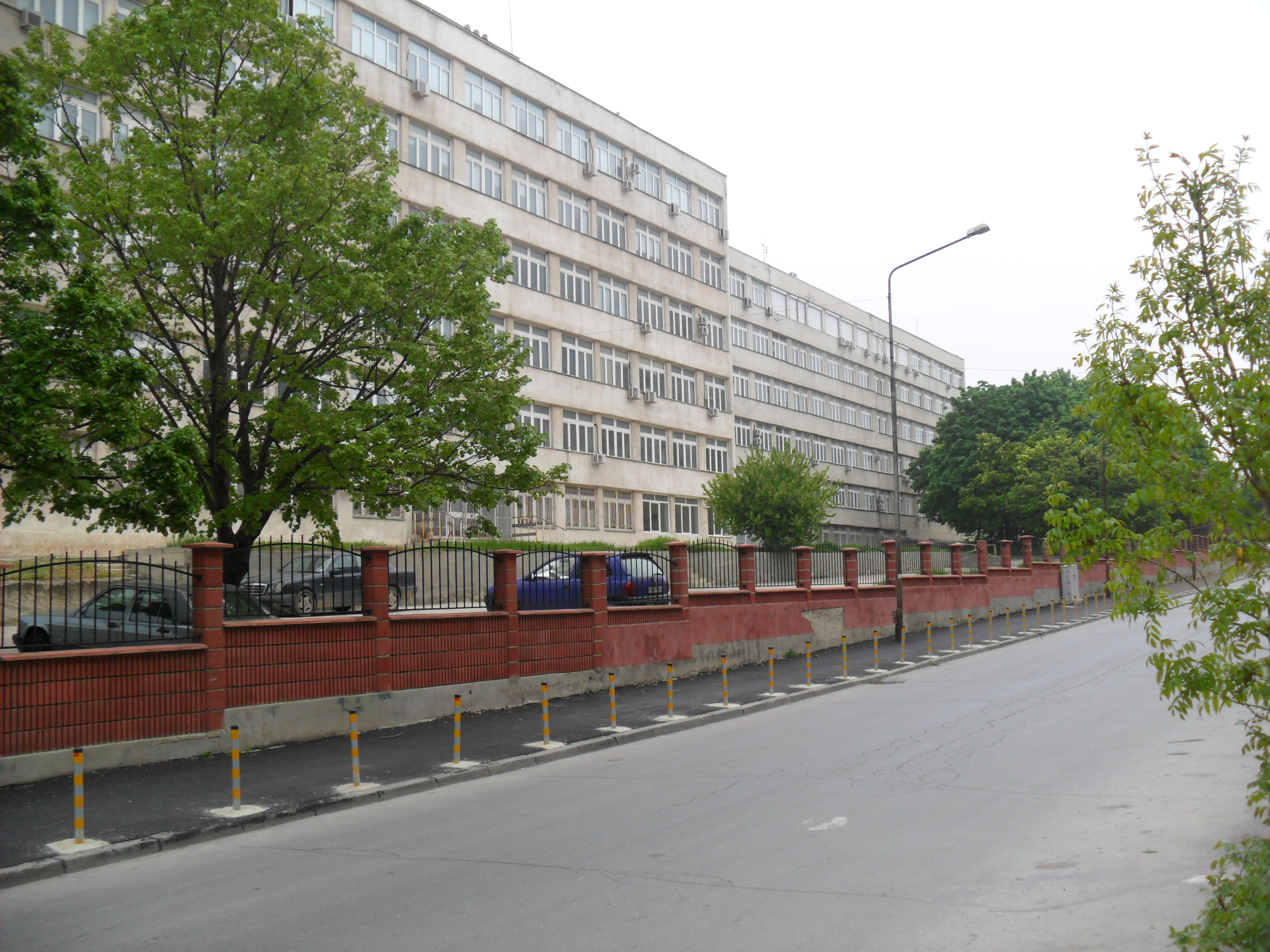
La construction du nouveau bâtiment de l'école terminé en 1997

## Leadership
- Prof.Rosen Vasilev - recteur de l'Université technique - Varna
- Prof.Margreta Vasileva - recteur adjoint des affaires académiques
- Prof.Nikolai Minchev - vice-recteur de la science et de la recherche scientifique appliquée
- Prof.Toshko Petrov - Recteur adjoint de la Coopération internationale et de l'intégration européenne
- Prof.Tsena Murzova - vice-recteur d'accréditation et de développement

## Recteurs
- Prof. Marin Oprev (1963-1967)
- Prof. Petar Penchev (1967-1973)
- Prof. Lefter Lefterov (1973-1979)
- Prof. Emil Stanchev (1979-1985)
- Prof. Doncho Donchev (1985-1986)
- Prof. Dimitar Dimitrov (1986-1991)
- Prof. Asen Nedev (1991-1999)
- Prof. Stefan Badurov (1999-2007)
- Prof. Ovid Farhi (2007-2015)
- Prof. Rosen Vasilev (2015-)

## Sources
Site officiel de l'Université technique de Varna